# Schwarzbrauner Glattkäfer
Der Schwarzbraune Glattkäfer (Stilbus testaceus) ist ein Käfer aus der Familie der Glattkäfer (Phalacridae).

## Merkmale
Die Käfer werden 1,8 bis 2,3 Millimeter lang. Sie haben einen kugelig-ovalen braunen Körper, mit dunkelbraunen Deckflügeln.
Sie leben auf trockenem Gras und sind in Mitteleuropa sehr häufig, nur in den Alpen sind sie selten. Über ihre Lebensweise ist nichts bekannt.